# 장성우체국
장성우체국(長城郵遞局)은 과학기술정보통신부 우정사업본부 전남지방우정청 소속의 우편물 취급기관이다. 전라남도 장성군 장성읍 영천로 152(영천리 1026)에 있다.

## 관할 우체국
|    | 우체국명       | 주소                                  |
| -- | -------------- | ------------------------------------- |
| 1  | 동화우체국     | 전라남도 장성군 동화면 삼동로 735     |
| 2  | 북상우체국     | 전라남도 장성군 북하면 백양로 610     |
| 3  | 사가우체국     | 전라남도 장성군 북이면 백양로 20      |
| 4  | 삼계우체국     | 전라남도 장성군 삼계면 사창로 64-9    |
| 5  | 삼서우체국     | 전라남도 장성군 삼서면 해삼로 1123    |
| 6  | 서삼우체국     | 전라남도 장성군 서삼면 축령로 365     |
| 7  | 신흥우체국     | 전라남도 장성군 북일면 신흥로 408     |
| 8  | 약수우체국     | 전라남도 장성군 북하면 백양로 895     |
| 9  | 장성남면우체국 | 전라남도 장성군 남면 못재로 81        |
| 10 | 진원우체국     | 전라남도 장성군 진원면 노사로 489     |
| 11 | 황룡우체국     | 전라남도 장성군 황룡면 뱃나드리로 184 |